# 火花送信機
火花送信機（ひばなそうしんき）あるいは火花式送信機は、かつて無線通信に用いられた、間隙を設けた電極間に高電圧を印加して、火花放電による電波を発生させる装置である。大きくは普通火花間隙（Ordinary spark gap）、瞬滅火花間隙（Quenched spark gap）、回転火花間隙（Rotary spark gap）による三方式の火花送信機に分類される。

## 普通火花送信機
比較的間隔の広い火花間隙に高い電圧を掛けて、火花放電による電波を発生させる送信機。火花放電の際の爆音、放電電極の腐食および電弧の発生という欠点がある。そのため腐食しにくい真鍮製の電極が用いられたり、消音のためにガラスや陶器製の箱に火花間隙を収納するものもあった。また電弧の発生を防ぐために、圧縮空気で間隙を吹き消すことなどが行われた。火花式送信機の最も基本的な方式であり、構造も簡単であるが、送信電波が持続せず（減衰波）、混信に弱く、遠距離の通信には適さない。

### 非同調式（初期型）
無線の黎明期に用いられたのは同調回路を有しない普通火花送信機で、電波の周波数はもっぱらアンテナの長さにより調節していた。輻射される電波のスペクトラムは先鋭さに欠け、周囲の無線局との混信が避けられなかった。1900年（明治33年）には同調式が発明され、数種類の周波数を使い分けることが可能になったが、しばらくの期間は同調式と非同調式が混在する時代が続いた。
1901年（明治34年）に完成した日本海軍の三四式無線電信機をはじめ、その改良機で1903年（明治36年）に完成した三六式無線電信機や、その誘導コイルを直接的に交流電源により駆動した1907年（明治40年）の四〇式無線電信機が、この非同調式の普通火花送信機である。
また無線の免許制を導入していなかった米国では、1905年（明治38年）11月より一般市民向けに世界初の大衆無線機「テリムコ」の通信販売をはじめたが、「テリムコ」はこの非同調式によるものだった。

### 同調式（後期型）
欧州では1904年（明治37年）頃より同調回路を有する普通火花送信機が増えてきたが、日本ではその導入がやや遅れている。
1908年（明治41年）、逓信省は日本周辺海域において海上移動の無線電報サービスを創業した。この年に開局した5つの海岸局（銚子JCS、大瀬崎JOS、潮岬JSM、角島JTS、落石JOI）と、10の船舶局（東洋汽船所属：天洋丸TTY、香港丸THK、日本丸TNP、地洋丸TCY、　日本郵船所属：丹後丸YTG、伊予丸YIY、加賀丸YKG、安芸丸YAK、土佐丸YTS、信濃丸YSN）に同調式の普通火花送信機を採用した。なお受信機も同調式となり、検波器はコヒーラではなく佐伯美津留技師が発明した磁気検波器を主力とした。
海軍省の無線機では1910年（明治43年）に完成した四三式無線電信機が、同調式の普通火花送信機と、同調式の黄鉄鉱検波器受信機である。

## 瞬滅火花送信機
1906年（明治39年）、0.1mm程度の狭い間隔に放電を起こすと、変圧器で切り離した二次側（空中線回路）に持続電波に近い送信電波が得られる事が、ドイツの物理学者マックス・ヴィーンによって発見されたため、これを応用したもの。火花間隙の放電で生じた多量のガス・イオンの悪影響を除くため、火花間隙に冷却のためのアルコール蒸気や不活性ガスを吹き付ける設計のものもあった。非常に狭い間隙であるため、印加電圧が500V程度の低圧で済むようになり、送信機全体のコストが低減されただけでなく、放電時の爆音問題も同時に解消され、防音対策が十分に取れない船舶局では特に歓迎された。また送信電波に楽音状の音調が伴い、受信が普通火花式よりも容易になったこともメリットである。
ドイツのテレフンケン社製25KW瞬滅火花送信機を購入した日本海軍は、1912年（大正元年）10月に奄美大島南方海域の戦艦「薩摩」GSMと真鶴無線電信所間において通信試験をしたところ、これまで使ったどの送信機よりも優秀であることが認められた。1913年（大正2年）1月、佐世保鎮守府の弓張岳無線電信所で使っていた四三式無線電信機をこの瞬滅火花送信機に据え換えた。また1915年（大正4年）4月に開局した千葉の船橋無線電信所JJCにもテレフンケン社製200KWという当時としては大型の瞬滅火花送信機を採用している。
海軍省における国産の瞬滅火花送信機は1912年に完成した元年式送信機で、大音響で乗組員を悩ませていた四三式無線電信機の普通火花間隙を原始的な瞬滅火花間隙に改良したものである。
逓信省では種々の研究の結果、1912年（明治45年）に佐伯美津留技師が逓信省式瞬滅火花間隙を発明して、翌年その特許を得た。これ以降、逓信省の新設無線局はこの方式を採用し、従来よりの普通火花送信機も順次これに置き換えられた。
逓信省の調査によると、1926年（大正15年）11月1日から1927年（昭和2年）10月30日までの1年間に新設された船舶局259局中、179局（69%）がコストの安い瞬滅火花送信機を設備した。真空管式送信機で開局した船舶局は僅か80局（31%）に過ぎなかった。

## 回転火花送信機
円盤の周囲に電極を配置（回転電極）し、その円盤の外側には固定電極を置く。そして電動機で円盤を回転させ、回転電極と固定電極がちょうど対向する位置に来たときに火花放電を起こすもの。普通火花送信機には電弧の発生や電極の加熱という欠点があったが、本方式では火花放電後、ただちに回転電極が固定電極から離れていくため、火花間隙に電弧が生じることを防ぎ、さらに回転で起きる風により電極を冷やす効果もある。
特に交流電源の最大値に対応する周期に、（電動機の回転速度を合わせて）放電タイミングを同期させたものを『同期回転火花間隙』という。これで放電させると、放電の起きていない期間中、火花間隙は開放状態にあるので、変圧器の一次側は無負荷状態になり、二次側（空中線回路）の自由振動により空中線に単一周波数の減衰振動が起きて、瞬滅火花間隙と同じ作用が得られる。その結果として、単一周波数に近い清らかな電波が送信される。

## その他

### 圧電素子式送信機
ライターやガス器具の点火に使用される圧電素子の火花も利用できる。
歴史的な実用例は不詳だが、電源ないし静電気発生器のような大袈裟な仕掛が不要といった利点があり、科学教材としてのコヒーラ検波器への送信器として便利に使われている。

### 電弧式送信機
これは火花式というよりも電弧式に分類されるもので、アーク放電の負性抵抗により発振させる送信機。単一周波数の電波が得られるが、アーク放電の維持に手間が掛り、高周波発電機式や真空管式が開発されてからはそれらに急速に置き換えられた。送信電波に雑音が伴い他の通信に混信を与える欠点もあった。